# Contea di Ohio (Virginia Occidentale)
La contea di Ohio ( in inglese Ohio County ) è una contea dello Stato della Virginia Occidentale, negli Stati Uniti. La popolazione al censimento del 2000 era di 47 427 abitanti. Il capoluogo di contea è Wheeling.
Si trova nel panhandle settentrionale dello stato.